# Schalk Burger
Schalk Willem Petrus Burger (Porto Elizabeth, 13 de abril de 1983) é um jogador sul-africano de rugby union que atua como asa  ou oitavo.
É tido como um jogador brilhante, um dos melhores terceiras linhas do mundo  e jogador-chave da Seleção Sul-Africana de Rugby Union, mas também tem pecha de indisciplinado: só pela seleção, recebeu cinco cartões amarelos, chegando a ser suspenso em meio à Copa do Mundo de Rugby Union de 2007, embora tenha voltado a tempo de estar na final.
Um ano depois de ser campeão mundial sub-20 pela África do Sul, estreou pelos Springboks. já na Copa do Mundo de Rugby Union de 2003, contra a Geórgia, inclusive marcando um try na partida. Logo se estabeleceu como um dos melhores do mundo. Ao ser decisivo na conquista do Três Nações 2004, o primeiro vencido pelos sul-africanos desde o de 1998, Burger terminou o ano eleito o melhor jogador do mundo pela International Rugby Board. Ele foi o primeiro sul-africano a receber a premiação. O título mundial de 2007 foi inegavelmente outro grande momento de Burger, que voltava de meses inativo após uma lesão cervical que ameaçou sua carreira. "Ter vencido a Copa do Mundo de 2007 foi definitivo para o time", declarou.
Eleito o melhor jogador sul-africano em 2011, é o líder de seu clube, o Stormers. Seu pai, também chamado Schalk Burger, também jogou pela África do Sul, mas na década de 1980, período em que a seleção, em virtude do apartheid, costumava ser boicotada.